# سيكستو بيتانكورت
سيكستو بيتانكورت (بالإسبانية: Sixto Betancourt)‏ هو لاعب كرة قدم غواتيمالي في مركز الدفاع، ولد في 16 مايو 1992 في تيكيزاتي ‏ في غواتيمالا. شارك مع منتخب غواتيمالا تحت 17 سنة لكرة القدم ومنتخب غواتيمالا تحت 20 سنة لكرة القدم. أما مع النوادي، فقد لعب مع ميونيسيبال ونادي كارتاهينيس.

## وصلات خارجية
- سيكستو بيتانكورت على موقع الاتحاد الدولي (مؤرشف)  (الإنجليزية)
- سيكستو بيتانكورت على موقع قاعدة بيانات كرة القدم.إي يو (الإنجليزية)
- سيكستو بيتانكورت على موقع ناشيونال فوتبول تيمز (الإنجليزية)
- سيكستو بيتانكورت على موقع Soccerway.com (الإنجليزية)